# Maria Àngels Ramón-Llin i Martínez
Maria Àngels Ramón-Llin i Martínez (València, 1963) és una advocada i política valenciana, diputada a les Corts Valencianes, consellera de la Generalitat Valenciana i diputada al Congrés dels Diputats.

## Biografia
Es llicencià en dret per la Universitat de València i fou professora de valencià a Lo Rat Penat. El 1982 es va afiliar a Unió Valenciana, on va ser Secretària General de les Joventuts d'UV des del seu primer congrés, celebrat en gener de 1984 fins a abril de 1987, quan en el tercer congrés seria elegida Presidenta. Ramón-Llin seria presidenta de les joventuts fins al cinqué congrés del 7 de juliol de 1991, quan seria substituïda per Josep Vicent Rioja. Ramón-Llin fou també membre del Consell Nacional d'Unió Valenciana fins al 1999, quan abandona la formació.
Fou diputada per UV a les eleccions a les Corts Valencianes de 1987, 1991 i 1995. Aquest any, és nomenada Consellera d'Agricultura i Medi ambient i després d'Agricultura, Pesca i Alimentació pel president Eduardo Zaplana arran del Pacte del Pollastre que havia signat Unió Valenciana amb el Partit Popular. Després d'abandonar UV pocs mesos abans de les eleccions autonòmiques de 1999, dimiteix com a consellera i ingressa a les files del PP. Amb la victòria popular a les eleccions autonòmiques, el president Zaplana nomena de nou a Ramón-Llin Consellera d'Agricultura, Pesca i Alimentació, càrrec que ocuparia en aquesta segona etapa fins al 2003.
Maria Àngels Ramón-Llin és un dels casos més sonats de polítics que, a finals de la dècada dels 90 abandonarien Unió Valenciana per a passar al Partit Popular. És el cas també de polítics com Rafael Ferraro, Fernando Giner o Josep Maria Chiquillo.
Al PP fou membre del comitè provincial i amb el qual es va presentar a les eleccions generals espanyoles de 2004. Des de les eleccions municipals espanyoles de 2007 és regidora de Cicle Integral de l'Aigua, Qualitat Mediambiental, Energies Renovables i Canvi Climàtic al govern municipal de València, amb l'alcaldessa Rita Barberà.